# Colegio Concepción Arenal
El Colegio Concepción Arenal, también llamado Grupo Escolar Concepción Arenal, es un edificio de la ciudad española de Madrid. Está situado en la glorieta del Marqués de Vadillo, junto al puente de Toledo, en el distrito de Carabanchel. Fue proyectado por el arquitecto Antonio Flórez Urdapilleta, con colaboración del entonces arquitecto municipal José López Sallaberry, en el contexto del Plan de 1922 de construcciones escolares de Madrid. Construido en ladrillo visto, las obras culminaron en 1929; aunque en origen estaba previsto bautizarlo en honor a «Antonio López», finalmente se le dio el nombre de la escritora gallega Concepción Arenal.

## Descripción

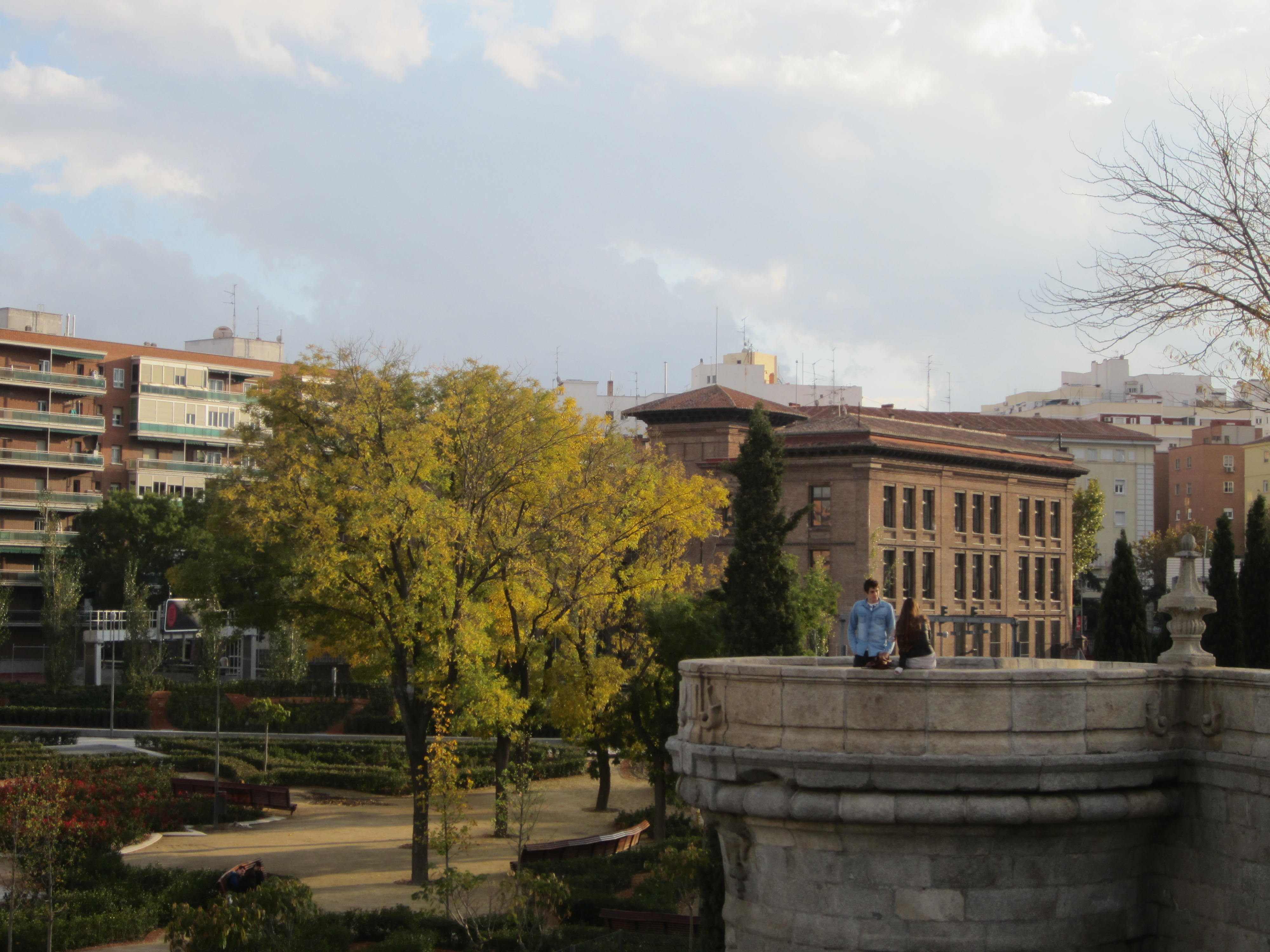
Vista del colegio desde el puente de Toledo

El colegio interpreta los arquetipos educativos consagrados por los arquitectos Antonio Flórez Urdapilleta y José López Sallaberry, son coetáneos del Grupo Escolar Jaime Vera, en la calle de Bravo Murillo. El colegio se sitúa en la calle de Antonio López, al final del Puente de Toledo, en la encrucijada del contexto histórico-monumental que se articula en su entorno.
Es un colegio exento, de planta prerracionalista desarrollada en una serie de pabellones encadenados en "U", con su frente cóncavo abierto hacia el río Manzanares y con una magnífica fachada principal de esmerada fábrica de ladrillo, en un discurso tectónico y formal desde la tradición de las arquitecturas "en ladrillo", en caminos autónomos y paralelos, si no convergentes, con las arquitecturas neomudéjares.[cita requerida]
En este frente se da un especial énfasis compositivo en tres niveles con escenográfica traza del paño central, piso superior con galería en secuencia de arcos de medio punto, prominente alero con canecillos y huecos muy desarrollados, apilastrado remarcando los ritmos de fachada, axialidad central en manierista composición, recercados pétreos bajo balconada en triple hueco y peculiar dialéctica entre los heredados lenguajes eclécticos finiseculares. Una enfática, compleja y rica cornisa culmina el edificio. En 1932 fue objeto de reforma y ampliación por la "Oficina Técnica de Construcciones Escolares".[cita requerida]